# Beagle-Harrier
Der Beagle-Harrier ist eine von der FCI (Nr. 290, Gr. 6, Sek. 1.2) anerkannte französische Hunderasse.

## Herkunft und Geschichtliches
Im 19. Jahrhundert wurden die Jagdhunde Harrier und Beagle gekreuzt, um einen Jagdhund zu erhalten, der auch vom Pferd aus geführt werden kann. Herausgekommen ist ein Laufhund, der diesen Ansprüchen voll entspricht: Mittelgroß, schnell und stark. Außerhalb Frankreichs kaum bekannt, wird er auch auf Niederwild aber auch auf Rotwild und sogar auf Schwarzwild (Wildschweine), eingesetzt.

## Beschreibung
Der Beagle-Harrier ist ein kleiner bis mittelgroßer (bis 50 cm, 25 kg) Jagdhund mit glattem Haar, dreifarbig, mit lohfarbenen oder dunklen Abzeichen. Der Rumpf ist kurz und muskulös. Die Ohren sind V-förmig, flach, dünn und nicht zu lang.